# Chaetobranchus semifasciatus
Chaetobranchus semifasciatus är en fiskart som beskrevs av Steindachner, 1875. Chaetobranchus semifasciatus ingår i släktet Chaetobranchus och familjen Cichlidae. IUCN kategoriserar arten globalt som livskraftig. Inga underarter finns listade i Catalogue of Life.